# Marcantonio Del Carlo
Marcantonio Del Carlo (Rodésia, 16 de novembro de 1965) é um ator italiano radicado em Portugal.

## Carreira
Cursou Formação de Actores na Escola Superior de Teatro e Cinema de Lisboa. Dirigido por Carlos Avilez no Teatro Experimental de Cascais entre 1989 e 1992. Trabalhou com José Peixoto, Rui Mendes e Mário Jacques no Teatro da Malaposta até 1995. No Teatro da Cornucópia, sob a direcção de Luís Miguel Cintra, de      até 1996. De 1996 a 1998, integrou o elenco do Teatro Nacional S. João, dirigido por Nuno Carinhas, Ricardo Pais e Giorgio Barbiero Corsetti.
Em 1994, participou como actor convidado do Teatro Nacional D. Maria II na peça À Mesa com Goldoni de Carlo Goldoni, dirigida por Graziella Galvani. Em Setembro de 2000, fez parte do elenco de O Auto da Cananeia de Gil Vicente, encenado por Maria Emília Correia. Entre 1998 e 2000, colaborou regularmente com a companhia Teatro delle Briciole de Bolonha (Itália) no Centro Cultural de Belém. Desde 1994 que dirige a cadeira de Movimento e Drama do Queen Elisabeth School de Lisboa e o grupo de teatro ARTEC, da Faculdade de Letras da Universidade de Lisboa.
Em 1999, encenou para o Sindicato da Poesia, no Grande Auditório da Fundação Calouste Gulbenkian de Braga, o espectáculo de poesia Abril.25 - A Preguiça e fez parte do elenco da peça Vinha D´Alhos, de Maria Velho da Costa, dirigido por Maria Emília Correia. Ainda neste ano fez parte do elenco da Ópera Lo Speziale de J. J. Hayden, encenada por Ana Luísa Guimarães, para o Teatro Nacional S. João. Em 2001, no âmbito da Porto Capital da Cultura, escreveu e encenou para o Teatro Nacional S. João a peça O Dia Em Que a C+S Fechou. Em 2001, escreveu a peça Trash. Em Agosto de 2001 fez parte do elenco de Gelsomina de Pierrette Dupoyet, com encenação de Fernanda Lapa no Centro Cultural de Belém. Em Fevereiro de 2002 criou com André Gago o espectáculo Recitália, que se estreou na Casa da Comédia em Lisboa. Em Julho de 2003 encenou e participou no espectáculo A Passagem das Horas de Álvaro de Campos, para a Casa Fernando Pessoa.
No cinema, participou em cerca de dez filmes, entre os quais Nuvem, de Ana Luísa Guimarães (1992), Coitado do Jorge, de Jorge Silva Melo (1993), Sinais de Fogo, de Luís Filipe Rocha (1995), Adão e Eva, de Joaquim Leitão (1995), Capitães de Abril, de Maria de Medeiros (2000), e Tudo Isto é Fado, de Luís Galvão Telles (2004).
Tem integrado o elenco de variadas produções televisivas, desde novelas, séries e telefilmes.
Participa em várias dobragens.[carece de fontes?]

## Televisão
| Ano         | Projeto                         | Papel                     | Notas                                             | Canal |
| ----------- | ------------------------------- | ------------------------- | ------------------------------------------------- | ----- |
| 1990        | O Cacilheiro do Amor            | Sandro                    | Pequena Participação                              | RTP1  |
| 1991        | Por Mares Nunca Antes Navegados |                           | Pequena Participação                              | RTP1  |
| 1991        | O Natal do Pai Natal            | Gigante                   | Elenco Principal                                  | RTP1  |
| 1994        | Fé, Esperança e Caridade        | Joaquim                   | Elenco Principal                                  | RTP1  |
| 1994        | Sozinhos em Casa                | Nuno                      | Pequena Participação                              | RTP1  |
| 1996        | Vidas de Sal                    | António (jovem)           | Participação Especial                             | RTP1  |
| 1998 - 1999 | Ora Viva                        | Jorge Barros              | Protagonista                                      | RTP1  |
| 1998 - 1999 | Diário de Maria                 | Ricardo                   | Elenco Principal                                  | RTP1  |
| 1999        | A Hora da Liberdade             | Amadeu Garcia dos Santos  | Elenco Principal                                  | SIC   |
| 1999 - 2000 | Jornalistas                     | Henrique                  | Elenco Adicional                                  | SIC   |
| 1999 - 2000 | Jornalistas                     | César                     | Elenco Adicional                                  | SIC   |
| 2000        | Capitão Roby                    | Asdrúbal                  | Elenco Adicional                                  | SIC   |
| 2000        | Querido Professor               |                           | Elenco Adicional                                  | SIC   |
| 2000        | Amo-te Teresa                   | Mário                     | Elenco Principal                                  | SIC   |
| 2000        | Mãos à Obra                     | Júlio                     | Elenco Principal                                  | RTP1  |
| 2000 - 2001 | Ajuste de Contas                | Aníbal Figueiredo         | Elenco Principal                                  | RTP1  |
| 2001        | Insólitos                       | António                   | Elenco Principal                                  | RTP1  |
| 2001        | Segredo de Justiça              | Henrique                  | Elenco Adicional                                  | RTP1  |
| 2001        | Jardins Proibidos               | Rui Gomes                 | Elenco Adicional                                  | TVI   |
| 2001 - 2002 | Filha do Mar                    | Salvador Silva Valadas    | Protagonista                                      | TVI   |
| 2002        | Sociedade Anónima               | Gonçalo                   | Elenco Adicional                                  | RTP1  |
| 2002 - 2003 | Tudo por Amor                   | Dário                     | Elenco Principal                                  | TVI   |
| 2003        | Saber Amar                      | João Pacheco Macedo Vaz   | Antagonista                                       | TVI   |
| 2004        | Inspetor Max                    | Vítor                     | Ator Convidado                                    | TVI   |
| 2005 - 2006 | Os Serranos                     | António Serrano           | Protagonista                                      | TVI   |
| 2006 - 2007 | Tempo de Viver                  | Fernando Pinto            | Protagonista                                      | TVI   |
| 2006        | Triângulo Jota                  | Pai Russo                 | Elenco Adicional                                  | RTP1  |
| 2007        | Morangos com Açúcar             | Nicolau Macedo            | Elenco Principal                                  | TVI   |
| 2007 - 2008 | Fascínios                       | Mateus Correia            | Elenco Principal                                  | TVI   |
| 2008        | Casos da Vida                   | Paulo                     | Elenco Principal: Episódio " Chamadas Por Engano" | TVI   |
| 2008 - 2009 | Olhos nos Olhos                 | Rogério Vaz de Almeida    | Elenco Principal                                  | TVI   |
| 2010 - 2011 | Mar de Paixão                   | Joaquim «Quim» Anunciação | Co- Protagonista                                  | TVI   |
| 2011        | O Amor É um Sonho               |                           |                                                   | TVI   |
| 2011 - 2012 | Remédio Santo                   | Padre António Monforte    | Elenco Principal                                  | TVI   |
| 2013        | Portal do Tempo                 | Nuno Falcão               | Elenco Principal                                  | TVI   |
| 2013        | Mundo ao Contrário              | Maximiliano Greco         | Elenco Principal                                  | TVI   |
| 2014 - 2015 | Jardins Proibidos               | Miguel Correia            | Elenco Principal                                  | TVI   |
| 2014        | Bem-Vindos a Beirais            | Inspetor Acácio           | Elenco Adicional                                  | RTP1  |
| 2016        | Poderosas                       | Vasco Santos              | Elenco Adicional                                  | SIC   |
| 2016        | Aqui Tão Longe                  | Salvador                  | Elenco Adicional                                  | RTP1  |
| 2016 - 2017 | Miúdo Graúdo                    | Artur Semedo              | Elenco Principal                                  | RTP1  |
| 2017        | Vidago Palace                   | Martim do Vimieiro        | Elenco Principal                                  | RTP1  |
| 2017        | A Impostora                     | Bernardo Vieira           | Elenco Principal                                  | TVI   |
| 2017 - 2018 | Espelho d'Água                  | Fernando Montês           | Co-Antagonista                                    | SIC   |
| 2018        | Alma e Coração                  | Paulo Gomes               | Elenco Principal                                  | SIC   |
| 2019 - 2021 | Terra Brava                     | André Figueiredo          | Elenco Principal                                  | SIC   |
| 2021        | Pecado                          | Mirko                     | Participação Especial                             | TVI   |
| 2022        | O Pai Tirano                    | Seixas                    | Elenco Regular (OPTO)                             | SIC   |
| 2022 - 2023 | Praxx                           | Frederico                 | Elenco Regular (OPTO)                             | SIC   |
| 2022 - 2023 | Sangue Oculto                   | João Pereira de Melo      | Co-Antagonista                                    | SIC   |
| 2024 - 2025 | Senhora do Mar                  | Alberto Melo              | Co-Antagonista                                    | SIC   |

## Cinema

### Enquanto actor
| Ano  | Filme                            | Personagem        | Realizador            |
| 2018 | Ladrões de Tuta e meia           | Ricardo           | Hugo Diogo            |
| 2018 | Submissão                        | Juiz Farinha      | Leonardo António      |
| 2011 | A Primeira Missa (Brasil)        | -                 | Ana Carolina Teixeira |
| 2011 | Miel de Naranjas (Espanha)       | Miguel            | Imanol Uribe          |
| 2008 | Filme: Histórias de Alice        | -                 | Oswaldo Caldeira      |
| 2007 | Défice no cérebro                |                   | Tiago Silva           |
| 2006 | Curta-metragem: A Lei dos Outros | Sub-Chefe Lacerda | Tiago Carvalho        |
| 2004 | Filme: Tudo isto é fado          | Bruno, the pró    | Luís Galvão Teles     |
| 2004 | Filme: Kiss Me                   | António           | António Cunha Teles   |
| 2003 | Filme: Crimes en Serie           | Gabriel           | Henry Pascal          |
| 2002 | Filme: A Bomba                   | Joaquim           | Leonel Vieira         |
| 1999 | Filme: Capitães de Abril         | Silva             | Maria de Medeiros     |
| 1995 | Filme: Sinais de Fogo            | Ramos             | Luís Filipe Rocha     |
| 1994 | Filme: Adão e Eva                | Ricardo           | Joaquim Leitão        |
| 1993 | Filme: Fado maior, Fado Menor    | Cliente 3         | Raul Ruiz             |
| 1991 | Filme: A Força do Atrito         | Polícia           | J. Pedro Ruivo        |
| 1990 | Filme: Coitado do Jorge          | Rui               | Jorge Silva Melo      |
| 1989 | Filme: A Nuvem                   | Pedro             | Ana Luísa Guimarães   |

### Enquanto realizador
| Ano  | Filme                                                                    | Local                                                        |
| 2017 | Curta-metragem: Eternidade                                               | FITAP Festival Internacional da Lusofonia                    |
| 2015 | Tábuas com História                                                      | Porto / Tabuaço / Douro                                      |
| 2015 | Curta-metragem: Uma pequena luz                                          | Festival Lusofonia TAP                                       |
| 2013 | Curta-metragem: Mau Vinho                                                | Douro Harvest Festival (DHF)                                 |
| 2013 | Curta-metragem: O Tesouro, adaptação do conto original de Eça de Queiroz | Douro Harvest Festival (DHF) Festival Vista Curta/Viseu 2015 |
| 2001 | argumento de Amor Perdido                                                | SIC Filmes                                                   |

## Teatro

### Enquanto actor
| Ano         | Peça                                                                                    | Encenação                                             |
| 2020        | Amado Monstro                                                                           | João Didelet e Marcantonio Del Carlo                  |
| 2017        | Porque é que os cães cheiram o rabo uns dos outros?                                     | Yellow Star                                           |
| 2017        | 39 Degraus                                                                              | Claudio Hochman                                       |
| 2017        | Contos da Lua                                                                           | Yellow Star                                           |
| 2014        | Casado À Força                                                                          | Yellow Star                                           |
| 2013        | Pecados da Gula                                                                         | Marcantonio del Carlo                                 |
| 2012        | M-SHOW                                                                                  | Marcantonio del Carlo                                 |
| 2012        | Actos de Amor                                                                           | Marcantonio del Carlo                                 |
| 2009        | Figuração Especial                                                                      | Marcantonio del Carlo                                 |
| 2007        | Hamlet                                                                                  | André Gago                                            |
| 2007        | O Cavaleiro Andante                                                                     | Marcantonio del Carlo                                 |
| 2007        | A Cor do Sol                                                                            | Marcantonio del Carlo                                 |
| 2006        | O Efeito Laranja                                                                        | Nicolau Breyner                                       |
| 2004        | Eu Ligo-te                                                                              | Atíliio Ricou                                         |
| 2004        | Os Portas de John Godber                                                                | Almeno Gonçalves                                      |
| 2003        | A Passagem das Horas                                                                    | Marcantonio del Carlo                                 |
| 2002        | Recitália                                                                               | Marcantonio del Carlo                                 |
| 2001        | Gelsomina                                                                               | Fernanda Lapa                                         |
| 2000        | O Auto da Cananeira                                                                     | Maria Emília Correia                                  |
| 1999        | Vinha d’alhos                                                                           | Maria Emília Correia                                  |
| 1999        | Ópera Lo Speziale                                                                       | Ana Luísa Guimarães                                   |
| 1998 - 2000 | Colaboração com a companhia Teatro delleBriciole de Bolonha (Itália)                    | Centro Cultural de Belém                              |
| 1996        | Colaboração com o Teatro Nacional São João                                              | Nuno Carinhas, Ricardo Pais, Giorgio BarbieroCorsetti |
| 1995 - 1996 | Colaboração com o Teatro da Cornucópia                                                  | Luís Miguel Cintra                                    |
| 1994        | A mesa com Goldoni                                                                      | GraziellaGalvani                                      |
| 1992 - 1995 | Colaboração com o Centro Dramático intermunicipal Almeida Garrett (Teatro da Malaposta) | José Peixoto, Rui Mendes e Mário Jacques              |
| 1989 - 1992 | Colaboração com o Teatro Experimental de Cascais                                        | Carlos Avilez                                         |

### Enquanto argumentista/encenador
| Ano  | Nome                                                    | Local                                                     |
| 2020 | Amado Monstro                                           | Teatro da Trindade                                        |
| 2013 | Isto Não É Uma Praxe                                    | Centro Cultural Malaposta                                 |
| 2013 | Pecados da Gula                                         | Castelo de São Jorge                                      |
| 2012 | Contos do Mundo                                         | Castelo de São Jorge                                      |
| 2012 | M-SHOW                                                  | Teatro D. Maria II                                        |
| 2009 | Figuração Especial                                      | Centro Cultural Malaposta                                 |
| 2007 | O Cavaleiro Andante                                     | Teatro Mundial                                            |
| 2007 | A Cor do Sol                                            | Teatro Mundial                                            |
| 2007 | Degraus                                                 | Faculdade de Letras de Lisboa                             |
| 2006 | Romeu e Julieta                                         | Teatro Municipal da Mealhada                              |
| 2006 | Pequeno Polegar                                         | Teatro Instável                                           |
| 2005 | Gala comemorativa dos 70 Anos do Queen Elisabeth School | Aula Magna da Universidade Clássica de Lisboa             |
| 2003 | A passagem das horas                                    | Casa Fernando Pessoa                                      |
| 2002 | Recitália                                               | Casa da Comédia de Lisboa                                 |
| 2001 | O dia em que a C+S fechou                               | Porto – Capital Europeia da Cultura                       |
| 2000 | Abril 25 – A preguiça                                   | Grande Auditório de Fundação Calouste Gulbenkian de Braga |
| 1995 | Oh Jorge                                                | Teatro da Comuna                                          |

### Enquanto professor
| Ano         | Nome                             | Encenação |
| 2007 a 2014 | Artes e Espectáculo              | Cadeira de Artes e Espectáculo do Curso de GLAT (Gestão do Lazer e Animação Turística) na Escola Superior de Hotelaria e Turismo do Estoril |
| 2006        | Palco Jovem                      | Fundação Pires Negrão |
| 2005        | Artes e Espectáculo              | Escola Superior de Hotelaria e Turismo do Estoril |
| Desde 1996  | Workshops de Expressão Dramática | Empresas ligadas à área de comunicação (agências de publicidade, empresas de seguros, etc.) |
| Desde 1994  | Ensino da Expressão Dramática    | Projecto Vida, Faculdade de Letras de Lisboa, Reitoria da Universidade de Lisboa, Universidade de Évora, Associação de Surdo Mudos de Portugal, Escola Superior de Educação de Coimbra, Putos e Companhia, Cassefaz, Câmara Municipal de Lisboa, Porto 2001, Teatretc., Centro de Formação de Oeiras, etc. |
| 1994        | Cadeira de Movimento e Drama     | Queen Elisabeth School de Lisboa |
| 1994        | Grupo de Teatro ARTEC            | Faculdade de Letras de Lisboa |

## Streaming
| Ano  | Projeto       | Papel            | Notas             | Canal   |
| ---- | ------------- | ---------------- | ----------------- | ------- |
| 2023 | Rabo de Peixe | Francesco Bonino | Elenco Recorrente | Netflix |

## Livros
| Ano       | Nome | Editora          |
| 2013      | M-SHOW, Lisboa | Fonte da Palavra |
| 2011      | Prefácio de O Grande Livro Do Espectáculo 3.º Volume, Luciano Reis, Lisboa | Fonte da Palavra |
| 2011      | Figuração Especial | Fonte da Palavra |
| 2008      | Degraus | Sete Caminhos    |
| 1999 2012 | Assina os programas das peças: Figuração Especial (Teatro da Malaposta), Pequeno Polegar (Teatro da Trindade), Actos De Amor (EGEAC – Castelo de São Jorge), Um Conto No Castelo (EGEAC – Castelo de São Jorge), No Dia Em Que A C+S Fechou (TNSJ), Oh Jorge (Teatro de Pesquisa A Comuna), A Passagem Das Horas (Casa Fernando Pessoa), Quem Matou Romeu E Julieta (Fundação Pires Negrão), O Cavaleiro Andante E A Cor do Sol (Sola do Sapato – Teatro Mundial), Abril 25 – A Preguiça (Fundação Calouste Gulbenkian). |                  |

## Vida pessoal
Nasceu na Rodésia (atual Zimbabué) e, com seis meses, mudou-se para Itália, onde viveu até aos 15 anos, altura em que se mudou para Portugal, onde tem residido até hoje. Dado o seu longo tempo a residir em terras lusitanas, fala português fluentemente, com uma quase impercetível pronúncia italiana.
Foi casado com a jornalista Raquel Matos Cruz de 2003 até 2006. Entre 2010 e 2017 foi casado com Marta Nunes. Não teve filhos, mas em várias entrevistas afirmou que considerava Salomé, filha de Marta Nunes, como sua filha.
Foi casado com Iolanda Laranjeiro de 19 de maio de 2018 a 2023. Em 27 de julho de 2020 (4 anos)) foi pai de uma menina chamada Simone.